# 全日本フリースタイルスキー選手権大会
全日本フリースタイルスキー選手権大会（ぜんにほんフリースタイルスキーせんしゅけんたいかい）は、全日本スキー連盟（SAJ）主催のフリースタイルスキーの大会である。国際スキー連盟（FIS）で規定されるナショナルチャンピオンシップ（NC）にあたる。

## 歴史
第1回をワールドカップ初開催の翌年となる1981年に志賀高原サンバレースキー場で開催。第1回はワールドカップと同じくエアリアル、モーグル、バレエ、コンバインド（総合）が開催された。しかし、1992年（斑尾高原）を最後にコンバインドはなくなる。1996年（斑尾高原）よりバレエはアクロと改称されレギュレーションを大幅変更。1998年（猪苗代・リステルスキーファンタジア）よりデュアルモーグル競技を導入。2001年（裏磐梯猫磨スキー場、猪苗代・リステルスキーファンタジア）を最後にアクロ競技はなくなる。2011年の第31回大会からはスキークロスが種目に加わった。

## 歴代優勝者
| 回 | 年度   | 会場                        | 種目         | 優勝者                         | 優勝者                           |
| 回 | 年度   | 会場                        | 種目         | 男子                           | 女子                             |
| -- | ------ | --------------------------- | ------------ | ------------------------------ | -------------------------------- |
| 1  | 1981年 | 志賀サンバレー              | 総合         | 角皆優人（東京都）             | 橋場一枝（北海道）               |
| 1  | 1981年 | 志賀サンバレー              | バレエ       | 角皆優人（東京）               | 橋場一枝（北海道）               |
| 1  | 1981年 | 志賀サンバレー              | モーグル     | 高橋富幸（東京）               | 坂倉かをり（東京）               |
| 1  | 1981年 | 志賀サンバレー              | エアリアル   | 角皆優人（東京）               | 橋場一枝（北海道）               |
| 2  | 1982年 | 志賀サンバレー              | バレエ       | 松本和俊（東京）               | 田口美鳥（東京）                 |
| 2  | 1982年 | 志賀サンバレー              | モーグル     | 高橋富幸（東京）               | 橋場一枝（北海道）               |
| 3  | 1983年 | ルスツ高原                  | 総合         | 角皆優人（東京）               | 橋場一枝（北海道）               |
| 3  | 1983年 | ルスツ高原                  | バレエ       | 松本和俊（東京）               | 橋場一枝（北海道）               |
| 3  | 1983年 | ルスツ高原                  | モーグル     | 五十嵐和哉（東京）             | 田口美鳥（東京）                 |
| 3  | 1983年 | ルスツ高原                  | エアリアル   | 工藤哲史（北海道）             | 橋場一枝（北海道）               |
| 4  | 1984年 | 野沢温泉                    | 総合         | 角皆優人（東京）               | 吉田光江（京都府）               |
| 4  | 1984年 | 野沢温泉                    | バレエ       | 角皆優人（東京）               | 橋場一枝（北海道）               |
| 4  | 1984年 | 野沢温泉                    | モーグル     | 喜田一彦（北海道）             | 坂倉かをり（東京）               |
| 4  | 1984年 | 野沢温泉                    | エアリアル   | 松浦崇人（北海道）             | 水野千鶴子（北海道）             |
| 5  | 1985年 | 栂池高原                    | 総合         | 角皆優人（東京）               | 上村祐代（東京）                 |
| 5  | 1985年 | 栂池高原                    | バレエ       | 松本和俊（東京）               | 吉田光江（京都府）               |
| 5  | 1985年 | 栂池高原                    | モーグル     | 喜田一彦（北海道）             | 武田彰代（五竜）                 |
| 5  | 1985年 | 栂池高原                    | エアリアル   | 横山岳男（東京）               | 上村祐代（東京）                 |
| 6  | 1986年 | 網張高原                    | 総合         | 角皆優人（東京）               | 藤井博子（東京）                 |
| 6  | 1986年 | 網張高原                    | モーグル     | 芳沢秀雄（長野県）             | 内川由美（長野）                 |
| 6  | 1986年 | 網張高原                    | バレエ       | 松本和俊（東京）               | 吉田光江（京都府）               |
| 6  | 1986年 | 網張高原                    | エアリアル   | 工藤哲史（北海道）             | 工藤千鶴子（北海道）             |
| 7  | 1987年 | 斑尾高原                    | 総合         | 中野銀次郎（福島県）           | 上村祐代（東京）                 |
| 7  | 1987年 | 斑尾高原                    | バレエ       | 松本和俊（東京）               | 福山博子（シティ）               |
| 7  | 1987年 | 斑尾高原                    | モーグル     | 中野銀次郎（福島）             | 坂倉かをり（フリーSC）           |
| 7  | 1987年 | 斑尾高原                    | エアリアル   | 永井祐二（富山）               | 上村祐代（港区）                 |
| 8  | 1988年 | リステル                    | 総合         | 山本修（神戸エコー）           | 福本望（ナクリス）               |
| 8  | 1988年 | リステル                    | バレエ       | 木村昌道（イマジネーション）   | 三縁千香（シティ）               |
| 8  | 1988年 | リステル                    | モーグル     | 芳沢秀雄（木島平）             | 内川由美（白馬体協）             |
| 8  | 1988年 | リステル                    | エアリアル   | 池田雅計（サンシャイン）       | 高坂珠生（イマジネーション）     |
| 9  | 1989年 | 斑尾高原                    | 総合         | 山口茂樹（京都府）             | 藤井博子（東京）                 |
| 9  | 1989年 | 斑尾高原                    | バレエ       | 松本和俊（東京）               | 田中由香子（東京）               |
| 9  | 1989年 | 斑尾高原                    | モーグル     | 山崎修（北海道）               | 里谷多英（北海道）               |
| 9  | 1989年 | 斑尾高原                    | エアリアル   | 永井祐二（富山県）             | 工藤千鶴子（北海道）             |
| 10 | 1990年 | コバワールド                | 総合         | 中野銀次郎（リステル）         | 福本望（FSS少年団）              |
| 10 | 1990年 | コバワールド                | バレエ       | 生沼英幸（港区スキー連盟）     | 田中由香子（港区スキー連盟）     |
| 10 | 1990年 | コバワールド                | モーグル     | 山崎修（滝川市スキー連盟）     | 宮越緑（デサント）               |
| 11 | 1991年 | 斑尾高原                    | 総合         | 大野佳之（フリーSC）           | 福本望（FSS少年団）              |
| 11 | 1991年 | 斑尾高原                    | モーグル     | 本間篤史（アサヒビール）       | 里谷多英（FSS少年団）            |
| 11 | 1991年 | 斑尾高原                    | エアリアル   | 永井祐二（ゲンSC）             | 福本望（FSS少年団）              |
| 11 | 1991年 | 斑尾高原                    | バレエ       | 生沼英幸（港区スキー連盟）     | 田中由香子（港区スキー連盟）     |
| 12 | 1992年 | 斑尾高原                    | 総合         | 山口茂樹（イマジネーション）   | 上村祐代（ノルディカ）           |
| 12 | 1992年 | 斑尾高原                    | バレエ       | 生沼英幸（港区スキー連盟）     | 田中由香子（港区スキー連盟）     |
| 12 | 1992年 | 斑尾高原                    | モーグル     | 山崎 修（滝川市スキー連盟）    | 里谷多英（FSS少年団）            |
| 12 | 1992年 | 斑尾高原                    | エアリアル   | 待井寛（リステル）             | 藤井博子（リステル）             |
| 13 | 1993年 | リステル                    | バレエ       | 生沼英幸（港区スキー連盟）     | 上村祐代（ノルディカ）           |
| 13 | 1993年 | リステル                    | モーグル     | 附田雄剛（エクストリーム）     | 里谷多英（東海大学四高）         |
| 13 | 1993年 | リステル                    | エアリアル   | 山口茂樹（イマジネーション）   | 上村祐代（ノルディカ）           |
| 14 | 1994年 | 斑尾高原                    | バレエ       | 生沼英幸（港区スキー連盟）     | 田中由香子（港区スキー連盟）     |
| 14 | 1994年 | 斑尾高原                    | モーグル     | 原大虎（エクストリーム）       | 里谷多英（東海大四高）           |
| 14 | 1994年 | 斑尾高原                    | エアリアル   | 石川浩（スカーゼ）             | 岩崎彰子（エクストリーム）       |
| 15 | 1995年 | 斑尾高原                    | バレエ       | 長谷川宏太郎（港区スキー連盟） | 田中由香子（港区スキー連盟）     |
| 15 | 1995年 | 斑尾高原                    | モーグル     | 附田雄剛（エクストリーム）     | 里谷多英（東海大四高）           |
| 15 | 1995年 | 斑尾高原                    | エアリアル   | 石川康太（リステル）           | 岩崎彰子（FSS少年団）            |
| 16 | 1996年 | 斑尾高原                    | アクロ       | 長谷川宏太郎（港区スキー連盟） | 田中由香子（港区スキー連盟）     |
| 16 | 1996年 | 斑尾高原                    | モーグル     | 三浦豪太（エスビー食品）       | 里谷多英（北海道東海大）         |
| 16 | 1996年 | 斑尾高原                    | エアリアル   | 原隆司（リステル）             | 岩渕千代子（エクストリーム）     |
| 17 | 1997年 | 斑尾高原                    | アクロ       | 小島慶太（菅平高原）           | 伊地智麻子（横浜市）             |
| 17 | 1997年 | 斑尾高原                    | モーグル     | 原大虎（北海道）               | 附田麻美（北海道）               |
| 17 | 1997年 | 斑尾高原                    | エアリアル   | 安藤和明（ニシザワ）           | 松井陽子（早稲田大学）           |
| 18 | 1998年 | リステル                    | アクロ       | 長谷川宏太郎（港区MWF）        | 福本望（順大）                   |
| 18 | 1998年 | リステル                    | モーグル     | 三浦豪太（エスビー食品）       | 堀江寿美代（藤野バンパイア）     |
| 18 | 1998年 | リステル                    | Dモーグル    | 中元勝也（北海道）             | 湯沢幸子(DV8)                    |
| 18 | 1998年 | リステル                    | エアリアル   | 中西拓（白馬村）               | 岩渕千代子（札幌学院大学）       |
| 19 | 1999年 | リステル                    | アクロ       | 大竹充芳（飯山市）             | 福本望（港区MWF）                |
| 19 | 1999年 | リステル                    | モーグル     | 坂本豪大（チームバンス）       | 畑中みゆき（佐川急便）           |
| 19 | 1999年 | リステル                    | Dモーグル    | 三浦豪太（エスビー食品）       | 上村愛子（白馬高校）             |
| 19 | 1999年 | リステル                    | エアリアル   | 中西 拓（白馬村）              | 逸見佳代（山梨学院大）           |
| 20 | 2000年 | 斑尾高原                    | アクロ       | 大竹充芳（飯山市）             | 近藤有希子（飯山市）             |
| 20 | 2000年 | 斑尾高原                    | モーグル     | 中元勝也（NISEKO）             | 畑中みゆき（佐川急便）           |
| 20 | 2000年 | 斑尾高原                    | エアリアル   | 中西 拓（白馬村）              | 岩崎彰子（北海道東海大）         |
| 21 | 2001年 | 裏磐梯猫魔 リステル         | アクロ       | 山本修（氷上郡S協会）          | 福本望（港区MWF）                |
| 21 | 2001年 | 裏磐梯猫魔 リステル         | モーグル     | 附田雄剛（リステル）           | 上村愛子（北野建設）             |
| 21 | 2001年 | 裏磐梯猫魔 リステル         | Dモーグル    | 中元勝也（ニセコB&J）          | 上村愛子（北野建設）             |
| 21 | 2001年 | 裏磐梯猫魔 リステル         | エアリアル   | 中西 拓（白馬村）              | 逸見佳代（山梨学院大）           |
| 22 | 2002年 | 白馬さのさか                | モーグル     | 附田雄剛（リステル）           | 上村愛子（北野建設）             |
| 22 | 2002年 | 白馬さのさか                | Dモーグル    | 中元勝也（ニセコB&J）          | 畑中みゆき（佐川急便SC）         |
| 22 | 2002年 | 白馬さのさか                | エアリアル   | 中西拓（白馬村SC）             | 待井陽子（リステル）             |
| 23 | 2003年 | リステル                    | モーグル     | 益川雄（飯山南高）             | 伊藤あづさ（奥伊吹SC）           |
| 23 | 2003年 | リステル                    | Dモーグル    | 上野修（野沢温泉）             | 伊藤あづさ（奥伊吹SC）           |
| 23 | 2003年 | リステル                    | エアリアル   | 水野剣（ノースランドSC）       | 千田直美（白馬村SC）             |
| 24 | 2004年 | ばんけい コバワールド       | モーグル     | 遠藤淳平(NISEKO B&J)           | 上村愛子(北野建設)               |
| 24 | 2004年 | ばんけい コバワールド       | Dモーグル    | 遠藤淳平(NISEKO B&J)           | 上村愛子(北野建設)               |
| 24 | 2004年 | ばんけい コバワールド       | エアリアル   | 水野剣(ノースランドSC)         | 逸見佳代(スキーチームゼロ)       |
| 25 | 2005年 | 白馬さのさか                | モーグル     | 益川雄(北野建設)               | 上村愛子(北野建設)               |
| 25 | 2005年 | 白馬さのさか                | Dモーグル    | 楠泰輔(Bankei)                 | 上村愛子(北野建設)               |
| 25 | 2005年 | 白馬さのさか                | エアリアル   | 倉田孝太郎(リステル)           | 逸見佳代(スキーチームゼロ)       |
| 26 | 2006年 | リステル                    | モーグル     | 上野 修（チームリステル）      | 上村愛子(北野建設)               |
| 26 | 2006年 | リステル                    | Dモーグル    | 楠真豪（富山FSC）              | 伊藤あづさ（中京大学）           |
| 26 | 2006年 | リステル                    | エアリアル   | 水野 剣（ノースランドSC）      | 逸見佳代（スキーチームゼロ）     |
| 27 | 2007年 | 極楽坂スキー場 美深町       | モーグル     | 益川優（北野建設）             | 上村愛子(北野建設)               |
| 27 | 2007年 | 極楽坂スキー場 美深町       | Dモーグル    | キャンセル                     |                                  |
| 27 | 2007年 | 極楽坂スキー場 美深町       | エアリアル   | 倉田孝太郎（リステル）         | 逸見佳代（BIFUKA AIR FORCE）     |
| 28 | 2008年 | 札幌市ばんけい 美深町       | モーグル     | 上野 修（チームリステル）      | 里谷多英(フジテレビ)             |
| 28 | 2008年 | 札幌市ばんけい 美深町       | Dモーグル    | 西 伸幸（白馬村SC）            | 村田愛里咲（北海道尚志学園高）   |
| 28 | 2008年 | 札幌市ばんけい 美深町       | エアリアル   | 西川史朗（スカーゼ）           | 逸見佳代（BIFUKA AIR FORCE）     |
| 29 | 2009年 | 白馬村 美深町               | モーグル     | 西 伸幸（白馬村SC）            | 伊藤みき（中京大学）             |
| 29 | 2009年 | 白馬村 美深町               | Dモーグル    | 西 伸幸（白馬村SC）            | 伊藤みき（中京大学）             |
| 29 | 2009年 | 白馬村 美深町               | エアリアル   | 倉田孝太郎（猪苗代SC）         | 逸見佳代（BIFUKA AIR FORCE）     |
| 30 | 2010年 | 札幌市ばんけい 美深町       | モーグル     | 尾崎快（早稲田大学）           | 岩本憧子（白馬高）               |
| 30 | 2010年 | 札幌市ばんけい 美深町       | Dモーグル    | 西 伸幸（白馬村SC）            | 水谷夏女（チームリステル）       |
| 30 | 2010年 | 札幌市ばんけい 美深町       | エアリアル   | 南隆徳（北翔大学）             | 逸見佳代（BIFUKA AIR FORCE）     |
| 31 | 2011年 | 猪苗代町 美深町 倶知安町    | モーグル     | キャンセル                     |                                  |
| 31 | 2011年 | 猪苗代町 美深町 倶知安町    | Dモーグル    | キャンセル                     |                                  |
| 31 | 2011年 | 猪苗代町 美深町 倶知安町    | エアリアル   | 田原直哉（徳州会スキークラブ） | 逸見佳代（BIFUKA AIR FORCE）     |
| 31 | 2011年 | 猪苗代町 美深町 倶知安町    | スキークロス | キャンセル                     |                                  |
| 32 | 2012年 | 猪苗代町 美深町 大町市      | モーグル     | キャンセル                     | 上村愛子（北野建設）             |
| 32 | 2012年 | 猪苗代町 美深町 大町市      | Dモーグル    | 田中陸也（チームサンガリア）   | 田村悠（中京大学）               |
| 32 | 2012年 | 猪苗代町 美深町 大町市      | エアリアル   | 田原直哉（徳州会スキークラブ） | 横尾わなか（NISEKO B&J）         |
| 32 | 2012年 | 猪苗代町 美深町 大町市      | スキークロス | 西沢勇人（鹿島槍SC）           | 梅原玲奈（クラブワン）           |
| 33 | 2013年 | 南砺市 美深町 十日町市      | モーグル     | 山口卓也（白馬村SC）           | 伊藤 みき（北野建設）            |
| 33 | 2013年 | 南砺市 美深町 十日町市      | Dモーグル    | 西 伸幸（白馬村SC）            | 伊藤 みき（北野建設）            |
| 33 | 2013年 | 南砺市 美深町 十日町市      | エアリアル   | 南隆徳（仙台大学）             | 今野衣純（ｽﾉｰﾄﾞﾙﾌｨﾝSC）          |
| 33 | 2013年 | 南砺市 美深町 十日町市      | スキークロス | 河野健児（ﾊﾟｰﾄﾅｰｴｰｼﾞｪﾝﾄSC）    | 平川紗知（Club ACLs）            |
| 34 | 2014年 | 白馬村 美深町 大町市        | モーグル     | 遠藤 尚（忍建設ｽｷｰ部）         | 上村 愛子（北野建設）            |
| 34 | 2014年 | 白馬村 美深町 大町市        | Ｄモーグル   | 小林樹生（白馬村SC）           | 岩本憧子（中京大学）             |
| 34 | 2014年 | 白馬村 美深町 大町市        | エアリアル   | 南 隆徳（仙台大学）            | 池野優紀奈（BIFUKA AIR FORCE）   |
| 34 | 2014年 | 白馬村 美深町 大町市        | スキークロス | 吉越一平（ｻﾝﾐﾘｵﾝSC）           | 梅原玲奈（クラブワン）           |
| 35 | 2015年 | 札幌市 美深町 大町市        | モーグル     | 原大智（ﾁｰﾑ ｼﾞｮｯｸｽ）           | 星野純子（ﾁｰﾑ ﾘｽﾃﾙ）             |
| 35 | 2015年 | 札幌市 美深町 大町市        | Ｄモーグル   | 西 伸幸（白馬村SC）            | 伊藤 さつき（立命館大学）        |
| 35 | 2015年 | 札幌市 美深町 大町市        | エアリアル   | 南 隆徳（BIFUKA AIR FORCE）    | 今野衣純（北星学園大学附属高校） |
| 35 | 2015年 | 札幌市 美深町 大町市        | スキークロス | 吉越 一平（朴の木平SC）        | 梅原 玲奈（クラブワン）          |
| 36 | 2016年 | 猪苗代町 美深町 大町市      | モーグル     | 吉川空（Gas One ｽｷｰ部）        | 伊藤 みき（北野建設SC）          |
| 36 | 2016年 | 猪苗代町 美深町 大町市      | Ｄモーグル   | 四方 元幾（愛知工業大学）      | 梶原千裕（TEAM BANKEI）          |
| 36 | 2016年 | 猪苗代町 美深町 大町市      | エアリアル   | 田原直哉（ﾐﾙｷｰｳｪｲ）            | 碓氷衣織（BIFUKA AIR FORCE）     |
| 36 | 2016年 | 猪苗代町 美深町 大町市      | スキークロス | キャンセル                     | キャンセル                       |
| 37 | 2017年 | 南砺市 美深町 大町市 札幌市 | モーグル     | 四方元幾（愛知工業大学）       | 荻原和（松商学園高等学校）       |
| 37 | 2017年 | 南砺市 美深町 大町市 札幌市 | Ｄモーグル   | 島川拓也（TEAM BANKEI）        | 住吉輝紗良（倶知安高校）         |
| 37 | 2017年 | 南砺市 美深町 大町市 札幌市 | エアリアル   | 田原 直哉（ﾐﾙｷｰｳｪｲ）           | 西田麗夏（白馬村SC）             |
| 37 | 2017年 | 南砺市 美深町 大町市 札幌市 | スキークロス | 中川雄生（中京大学）           | 後村茜（志賀高原SC）             |
| 37 | 2017年 | 南砺市 美深町 大町市 札幌市 | ハーフパイプ | キャンセル                     | キャンセル                       |
| 38 | 2018年 | 札幌市 美深町 大町市        | モーグル     | 堀島行真（中京大学）           | 冨髙日向子（白馬村SC）           |
| 38 | 2018年 | 札幌市 美深町 大町市        | Ｄモーグル   | 堀島 行真（中京大学）          | 住吉 輝紗良（倶知安高校）        |
| 38 | 2018年 | 札幌市 美深町 大町市        | エアリアル   | 南 隆徳（BIFUKA AIR FORCE）    | 碓氷 衣織（白馬高校）            |
| 38 | 2018年 | 札幌市 美深町 大町市        | スキークロス | 吉越 一平（野沢温泉SC）        | 平川紗知（Club ACls）            |
| 39 | 2019年 | 猪苗代町 美深町 大町市      | モーグル     | 松田颯（ｽﾉｰｱﾐｭｰｽﾞﾒﾝﾄ）         | 星野 純子（ﾁｰﾑﾘｽﾃﾙ）             |
| 39 | 2019年 | 猪苗代町 美深町 大町市      | Ｄモーグル   | 堀島 行真（中京大学）          | 星野 純子（ﾁｰﾑﾘｽﾃﾙ）             |
| 39 | 2019年 | 猪苗代町 美深町 大町市      | エアリアル   | 田原 直哉（ﾐﾙｷｰｳｪｲ）           | 碓氷 衣織（白馬高校）            |
| 39 | 2019年 | 猪苗代町 美深町 大町市      | スキークロス | 須貝龍（ﾁｰﾑｸﾚﾌﾞ）              | 平川紗知（Club ACls）            |

|                | 4回以上                    | 3回               | 2回                                               | 1回                                                                                            |
| -------------- | -------------------------- | ----------------- | ------------------------------------------------- | ---------------------------------------------------------------------------------------------- |
| コンバインド   | 角皆優人 (5)               |                   | 山口茂樹 中野銀次郎                               | 山本修 大野佳之                                                                                |
| コンバインド   |                            | 上村祐代 福本望   | 橋場一枝 藤井博子                                 | 吉田光江                                                                                       |
| バレエ・アクロ | 松本和俊 (6) 生沼英幸 (5)  | 長谷川宏太郎      | 角皆優人 大竹充芳                                 | 山本修 木村昌道 小島慶太                                                                       |
| バレエ・アクロ | 田中由香子 (7)             | 橋場一枝 福本望   | 吉田光江                                          | 田口美鳥 上村祐代 福山博子 三縁千香 伊地智麻子 近藤有希子                                      |
| エアリアル     | 中西拓 (5)                 | 永井祐二 水野剣   | 工藤哲史                                          | 倉田孝太郎 角皆優人 松浦崇人 横山岳男 池田雅計 待井寛 山口茂樹 石川浩 石川康太 原隆司 安藤和明 |
| エアリアル     | 逸見佳代 (5)               | 岩崎彰子 上村祐代 | 橋場一枝 工藤千鶴子 岩渕千代子                    | 水野千鶴子 高坂珠生 福本望 藤井博子 松井陽子 待井陽子 千田直美                                 |
| モーグル       | 附田雄剛 (4)               | 山崎修            | 高橋富幸 喜田一彦 芳沢秀雄 益川雄 三浦豪太 原大虎 | 五十嵐和哉 中野銀次郎 本間篤史 坂本豪大 中元勝也 遠藤淳平上野 修                               |
| モーグル       | 里谷多英 (7) 上村愛子（6） | 坂倉かをり        | 内川由美 畑中みゆき 星野純子                      | 橋場一枝 田口美鳥 武田彰代 宮越緑 附田麻美 堀江寿美代 伊藤あづさ                               |
| Dモーグル      |                            | 中元勝也          | 堀島行真                                          | 三浦豪太 上野修 遠藤淳平 楠泰輔 楠真豪                                                         |
| Dモーグル      | 上村愛子（4）              |                   | 伊藤あづさ                                        | 湯沢幸子 畑中みゆき 星野純子                                                                   |
| スキークロス   |                            | 吉越一平          |                                                   | 西沢勇人 河野 健児 中川 雄生 須貝龍                                                            |
| スキークロス   |                            | 梅原玲奈 平川紗知 |                                                   | 後村茜                                                                                         |

## 優勝回数
| 10回 | 上村愛子 |
| 8回  | 角皆優人 上村祐代 橋場一枝 |
| 7回  | 福本望 田中由香子 里谷多英 |
| 6回  | 松本和俊 |
| 5回  | 生沼英幸 中西拓 逸見佳代 |
| 4回  | 附田雄剛 中元勝也 |
| 3回  | 山口茂樹 中野銀次郎 長谷川宏太郎 永井祐二 三浦豪太 藤井博子 吉田光江 岩崎彰子 山崎修 畑中みゆき 水野 剣 梅原玲奈 吉越一平 平川紗知 星野純子 |